# ZF2001
ZF2001, obchodním názvem ZIFIVAX nebo ZF-UZ-VAC-2001, je adjuvovaná proteinová podjednotka covidu-19 vakcína vyvinutá společností Anhui Zhifei Longcom ve spolupráci s Ústavem mikrobiologie Čínské akademie věd. Tento kandidát na vakcínu je ve fázi III klinických studií s 29 000 účastníky v Číně, Ekvádoru, Malajsii, Pákistánu a Uzbekistánu.
ZF2001 využívá v klinických studiích fáze III technologii podobnou jiným vakcínám na bázi proteinů od společností Novavax, Vector Institute a Medicago.
ZF2001 byl poprvé schválen pro použití v Uzbekistánu a později v Číně. Očekává se, že výrobní kapacita bude jedna miliarda dávek ročně v Číně a 200 milionů v Uzbekistánu. Do července bylo v Číně a Uzbekistánu podáno 100 milionů dávek. U ZF2001 se uvádí účinnost 81,76 % na základě analýzy 221 infekcí ve studiích fáze III.

## Lékařské použití
Podává se ve 3 dávkách po dobu 2 měsíců.

### Účinnost
V srpnu 2021 bylo oznámena 81,76 % účinnost proti COVIDU-19 ze studií fáze III, na základě prozatímní analýzy 221 infekcí ve studii s 28 500 účastníky.

#### Varianty
V srpnu 2021 studie fáze III ukázaly, že ZF 2001 má 93 % účinnost proti variantě Alfa a 78 % účinnost proti variantě Delta.
V červenci 2021 laboratorní studie ukázaly, že si vakcína ZF2001 zachovala neutralizační účinky proti B.1.429 (Epsilon), B.1.351 (Beta), P.1 (Gamma), B.1.525 (Eta), B.1.617.1 (Kappa), neutralizační titry se snížily v rozmezí 1,1krát až 2,1krát, ale neutralizační účinnost zůstala dobrá.

## Výroba
Podle odborníků z oboru je výroba tohoto druhu vakcín stabilní a spolehlivá a jednoduše se dá dosáhnout její průmyslové výroby ve velkém. Bylo však poznamenáno, že pro populaci může být nepohodlné chodit pro druhou a třetí dávku. Podjednotkové vakcíny se dodávají spolu s přídavnými látkami a většinou jsou nutné posilovací dávky.
Zařízení společnosti na výrobu vakcín bylo uvedeno do provozu v září 2020. V únoru 2021 vedení uvedlo, že společnost má roční výrobní kapacitu 1 miliardy dávek.
V červenci 2021 bylo dosaženo dohody o výrobě vakcíny v Uzbekistánu na začátku s kapacitou 10 milionů dávek měsíčně a nakonec 200 milionů dávek ročně.

## Historie

### Klinické testy

#### Fáze I a II klinických testů
V červnu 2020 Longcom zahájil dvojitě zaslepenou, randomizovanou, placebem paralelně kontrolovanou studii fáze I s 50 účastníky ve věku 18–59 let v Chongqingu rozdělených do skupin s nízkou dávkou, vysokou dávkou a placebem.
V červenci Longcom zahájil randomizovanou, dvojitě zaslepenou, placebem kontrolovanou studii fáze II s 900 účastníky ve věku 18–59 let ve městě Changsha, Hunan. Účastníci byli rozděleneni do skupin s nízkou dávkou, vysokou dávkou a placebem. V srpnu byla zahájena další fáze II studie s 50 účastníky ve věku 60 let a více.
Ve výsledcích fáze II publikovaných v The Lancet při dvoudávkovém schématu byla míra sérokonverze neutralizujících protilátek po druhé dávce 76 % (u 114 ze 150 účastníků) ve skupině s dávkou 25 μg a 72 % (u 108 ze 150 účastníků) ve skupině s dávkou 50 μg. Při třídávkovém schématu byla míra sérokonverze neutralizačních protilátek po třetí dávce 97 % (u 143 ze 148 účastníků) ve skupině s dávkou 25μg a 93 % (u 138 ze 148 účastníků) ve skupině s dávkou 50 μg. 7 až 14 dní po podání třetí dávky GMT neutralizačních protilátek bylo dosaženo, které byly významně vyšší, než jaké byly pozorovány v lidském rekonvalescentním séru zotavujících se pacientů s covidem-19, zejména ve skupině s dávkou 25 μg.

#### Fáze III klinických testů
V prosinci 2020 společnost Longcom zahájila registraci fáze III randomizované, dvojitě zaslepené, placebem kontrolované klinické studie pro 29 000 účastníků. Kapacita pro jednotlivé věkové skupiny a národnosti byla 750 účastníků ve věku 18–59 let a až 250 účastníků ve věku starších 60 let včetně v Číně a 21 000 účastníků ve věku 18–59 a až 7 000 účastníků 60 let a starších mimo Čínu.
V prosinci 2020 oznámila malajsijská společnost MyEG, že bude provádět klinické testy fáze III. Pokud by testy byly úspěšné, MyEG by byl výhradním distributorem ZF2001 v Malajsii po dobu 3 let.
V prosinci 2020 Uzbekistán zahájil roční zkušební fázi III ZF2001 s 5 000 dobrovolníky mezi 18 a 59 let.
V prosinci 2020 ekvádorský ministr zdravotnictví Juan Carlos Zevallos oznámil, že do klinických testů fáze III bude zapojeno 5 000 až 8 000 dobrovolníků.
V únoru 2021 pákistánský úřad pro regulaci léčiv (DRAP) schválil III. fázi studií s přibližně 10 000 účastníky, které mají být provedeny v Univerzitě zdravotnických vět v Lahoru, Nemocnici národní obrany a nemocnici Agha Khan.
Vakcína je také testována v Indonésii.

#### Klinické testy na dětech a dospívajících
V červenci 2021 Longcom zahájil randomizovanou, zaslepenou, placebem kontrolovanou fázi I se 75 účastníky ve věku 3-17 let.
V listopadu 2021 Longcom zahájil fázi II se 400 účastníky ve věku 3-17 let.

### Schvalování
Dne 1. března 2021 Uzbekistán udělil schválení pro ZF2001 (pod obchodním názvem ZF-UZ-VAC 2001) poté, co vakcína prošla testovací fází III. V březnu dostal Uzbekistán 1 milion dávek a v dubnu bylo zahájeno očkování. Do června bylo dodáno celkem 6,5 milionu dávek.
V březnu 2021 Čína schválila vakcínu ZF2001 pro nouzové použití poté, co byla začátkem měsíce schválena Uzbekistánem.
V červnu 2021 podepsala malajsijská společnost MyEG prohlášení o záměru nakoupit 10 milionů dávek vakcíny.
Dne 7. září zveřejnila Národní agentura pro kontrolu léčiv a potravin v Indonésii (BPOM) povolení k nouzovému použití přípravku Zifivax.

## Výzkum
Jak je popsáno v časopise Cell, doménu vázající CoV spike receptor (RBD) je atraktivním cílem vakcín proti koronavirům. Je však limitován omezenou imunogenicitou. Dimerní forma MERS-CoV RBD však nabízí větší ochranu. RBD-dimer významně zvyšuje neutralizační protilátky ve srovnání s běžnou monomerní formou a chrání myši proti infekci MERS-CoV. CoV RBD-dimer byl otestován s vysokými výnosy v poloprovozní výrobě.
Spíše než injekční podání celého viru obsahují podjednotkové vakcíny virové částice speciálně vybrané ke stimulaci imunitní reakce. Protože fragmenty viru nejsou schopny způsobit onemocnění, jsou podjednotkové vakcíny považovány za velmi bezpečné. Mezi široce používané podjednotkové vakcíny patří vakcína proti hepatitidě B a vakcína proti černému kašli . Protože však vakcína obsahuje pouze několik virových složek, které nepokrývají úplnou komplexnost viru, může být jejich účinnost omezená.